# Anne Rigail
Pour les articles homonymes, voir Rigail.
Anne Rigail, née le 8 mars 1969 à Metz (Moselle), est directrice générale d'Air France depuis le 17 décembre 2018.

## Biographie

### Enfance, formation
Anne Rigail étudie à Clermont-Ferrand puis à Lyon. Elle est diplômée de l'École des mines de Paris (promotion 1988).

### Carrière
Anne Rigail intègre la compagnie Air Inter en 1991, avant de rejoindre Air France en 1997 après la fusion des deux groupes. Elle y assure le service client de l'aéroport de Paris-Orly, puis à partir de 1999, se voit confier la responsabilité de la correspondance passagers et bagages du hub de l'aéroport de Paris-Charles-de-Gaulle,.
En 2009, elle est promue directrice de l'Exploitation Sol de l'aéroport de Paris-Charles-de-Gaulle, avant d'entrer au comité exécutif (Comex) de la compagnie en 2013 comme directrice générale adjointe responsable du personnel navigant commercial,. 
Après avoir été nommée directrice générale adjointe chargée de « l'expérience client » en 2017, Anne Rigail supervise des produits et services au sol et en vol, comme l'aménagement des salons Air France dans les aéroports, la configuration des cabines, le déploiement du Wi-Fi dans les avions et la gestion des aléas.
Appréciée pour sa capacité à dialoguer avec le personnel, Anne Rigail succède à Franck Terner le 17 décembre 2018 au poste de directrice générale d'Air France, devenant la première femme à occuper cette fonction,,. 

## Vie privée
Elle est mère de deux enfants.

## Distinctions
- Chevalière de l'ordre national du Mérite
- Chevalière de la Légion d'honneur